# Petróleos de Venezuela
Petróleos de Venezuela S.A (PDVSA, pronúncia espanhola: [peðeˈβesa], em português: Petróleos da Venezuela) é uma empresa estatal venezuelana que se dedica a exploração, produção, refino, comercialização e transporte de petróleo da Venezuela. Fundada em 1 de janeiro de 1976, durante o mandato do presidente Carlos Andrés Pérez, como o resultado da nacionalização das concessões das petroleiras estrangeiras e a reorganização sob coordenação do Ministerio de Energía y Minas. Era a terceira maior empresa da América Latina, depois da brasileira Petrobras e a mexicana Pemex; catalogada em 2005 como a terceira empresa petrolífera em nível mundial e classificada pela revista internacional Fortune como a empresa de número 41 entre as 500 maiores do mundo. Em maio de 2010, a PDVSA também adquiriu, por 131.000.000 de dólares, 49% da única refinaria República Dominicana, conhecido como Refidomsa. Em 2011 concretizou a venda para Rosneft dos 50% que detinha desde os anos 1980 num complexo petroquímico em Gelsenkirchen, na Alemanha. A Rosneft desembolsou 1.6 bilhão de dólares pela parte da PDVSA .Em agosto de 2021 a PDVSA vendeu por 88,1 milhões de dolares os 49% que detinha na refinaria da República Dominicana.
Atualmente a PDVSA é a petrolífera com maiores reservas de petróleo do mundo, alcançando um total de 3,1 bilhões de barris e foi catalogada como a segunda petrolífera mais poderosa depois da ExxonMobil.